# Violet Chachki
Violet Chachki é o nome artístico e alter-ego de Paul Jason Dardo (Atlanta, 13 de Junho de 1992), uma drag queen, performer de neoburlesco e dança aérea, criadora de conteúdo, modelo e artista musical estado-unidense, que ficou conhecida por participar e ganhar a 7ª temporada do reality show RuPaul's Drag Race. Em 2019, ficou em 16° lugar no ranking da lista "As drag queens mais poderosas da América", feita pela revista New York.

## Carreira
Violet Chachki começou a se apresentar quando ainda tinha 19 anos, por vezes usando até documentos falsos para poder frequentar boates. Seu nome veio da personagem "Violet" (Jenniffer Tilly), do filme Bound. "Chachki" é uma forma variante da palavra iídiche "tchotchke", termo usado para denominar um pequeno objeto estritamente decorativo ou como um adjetivo para descrever uma mulher bonita. Sua primeira apresentação foi no bar LeBuzz em Marietta, Geórgia.

### 2011
Em 2011, ganhou o titulo de "Miss New Faces" em Ponce, Atlanta e foi adotada pelas drag queens Genre Monster e Dax Exclamationpoint (participante da 8ª temporada de RuPaul's Drag Race) como sua filha no mundo drag. Ainda no mesmo ano, chegou a se inscrever para a escola de design de moda SCAD-Atlanta, mas acabou desistindo para se dedicar a sua carreira artística.

### 2012
Em outubro de 2012, foi contratada como um membro do elenco regular da casa de shows "The Other Show no Jungle", liderada por Edie Cheezburger. Os shows que apresentava lhe deu uma enorme exposição logo passando a ser o melhor show drag da cidade de Atlanta. Em um curto período de tempo, construiu uma legião de fãs em Atlanta e trabalhou com grandes nomes artistas como com Alaska Thunderfuck, Amanda Lepore e Lady Bunny.

### 2013
Em 2013, foi fotografada para "Legendary Children", um projeto centrado na cena drag de Atlanta e exibido na Galeria de 1526. Fotos bastante sensuais de Chachki foram encobertas depois de reclamações. A polêmica censura mais tarde chamou a atenção da revista Vice que publicou um artigo sobre o fato.

### 2014
Em 2014, apareceu na capa do single "Cosplay", de Captain Murphy, e em um comercial para o canal Adult Swim. Em 7 de dezembro do mesmo ano, foi anunciada como uma das participante e vencedora da 7ª temporada de RuPaul's Drag Race. Antes da 7ª temporada, chegou a fazer testes para a 6ª temporada do mesmo programa.

### 2015
Em 2015, durante o programa, ganhou três desafios e tornou-se a terceira participante na história do show a chegar a final sem nunca ter precisado dublar para evitar uma eliminação. Em 1 de junho de 2015, foi coroada como vencedora da 7ª temporada do programa, levando o título de "America's Next Drag Superstar", um ano de cosméticos de Anastasia Beverly Hills, um prêmio em dinheiro de 100.000 dólares, além do grande reconhecimento que o programa lhe propocionou não só nos EUA, como fora dele. Ainda em junho do mesmo ano, lançou o seu primeiro EP de dance-pop e electro, Gagged, para o dia 30 de junho de 2015.

## Discografia

### EPs
| Título | Detalhes                                                                                        | Posição  | Posição | Posição  |
| Título | Detalhes                                                                                        | US Dance | US Heat | US Indie |
| ------ | ----------------------------------------------------------------------------------------------- | -------- | ------- | -------- |
| Gagged | - Lançamento: 30 de Junho de 2015 - Gravadora: Sidecar Records - Formatos: CD, Download digital | 11       | 16      | 48       |

### Singles
| Título          | Ano  | Álbum  |
| --------------- | ---- | ------ |
| "Bettie"        | 2015 | Gagged |
| "Vanguard"      | 2015 | Gagged |
| "A Lot More Me" | 2018 |        |

### Outras Aparições
| Título                                                     | Ano  | Álbum                               |
| ---------------------------------------------------------- | ---- | ----------------------------------- |
| "Drop That Pimp" (RuPaul com Violet Chachki & Miles Davis) | 2015 | RuPaul Presents: CoverGurlz2 (2015) |
| "I Run the Runway" (Miss Fame com Violet Chachki)          | 2015 | Beauty Marked                       |

## Filmografia

### Televisão
| Ano  | Título             | Papel                    | Nota                     | Ref.   |
| ---- | ------------------ | ------------------------ | ------------------------ | ------ |
| 2015 | RuPaul's Drag Race | ela mesma (participante) | 7ª temporada - vencedora | [ 18 ] |

### Web series
| Ano  | Título   | Papel                    | Nota                            | Ref.   |
| ---- | -------- | ------------------------ | ------------------------------- | ------ |
| 2015 | Untucked | ela mesma (participante) | web serie de RuPaul's Drag Race | [ 19 ] |

### Videoclipes
Fez uma aparição em All The Rage, música da cantora Allie X.
Participação no clipe “Born Naked”, de RuPaul, durante a 7° temporada de RuPaul’s Drag Race.